# Tococa stellata
Tococa stellata är en tvåhjärtbladig växtart som beskrevs av Henry Allan Gleason. Tococa stellata ingår i släktet Tococa och familjen Melastomataceae.
Artens utbredningsområde är Colombia. Inga underarter finns listade i Catalogue of Life.